# Catoptria biformellus
Catoptria biformellus là một loài bướm đêm trong họ Crambidae.